# ۱۴۳ (آلبوم کیتی پری)
۱۴۳ هفتمین آلبوم استودیویی خواننده آمریکایی کیتی پری است. این آلبوم در ۲۰ سپتامبر ۲۰۲۴ توسط کپیتال رکوردز منتشر شد. عنوان آلبوم بیانگر عبارت «دوستت دارم» و همچنین «عدد فرشته‌ای» نمادینِ پری است. پری با هدف خلق آلبومی برای جشن رقص، در این آلبوم با تهیه‌کنندگان مختلفی مانند مکس مارتین، روکو دید ایت اگین!، دکتر لوک، استارگیت و وان الیور همکاری کرده است. کیم پتراس، ۲۱ سویج و دوچی از جمله هنرمندانی هستند که به‌عنوان خوانندهٔ مهمان در آلبوم حضور دارند. مشارکت دکتر لوک در این آلبوم به دلیل اتهامات تعرض جنسی واردشده از سوی کشا به این تهیه‌کننده، به‌طور گسترده مورد انتقاد قرار گرفت. این آلبوم شامل مضامین عشق، مادرانگی و فمینیسم است.
«دنیای زنان» عنوان تک‌آهنگ آغازین این آلبوم است که در ۱۱ ژوئیه ۲۰۲۴ منتشر شد. از نظر تجاری، این آلبوم به رتبه ششم جدول بیلبورد ۲۰۰ ایالات متحده و جدول آلبوم‌های بریتانیا رسید، در حالی که در هشت کشور دیگر در میان ده عنوان برتر جدول بود. برای حمایت از آلبوم، پری قرار است در سال ۲۰۲۵ تور کنسرتی برگزار کند.
۱۴۳ با نقدهای منفی از سوی منتقدان موسیقی روبه‌رو شد و کم‌امتیازترین آلبوم در طول دوران کاری پری بود. منتقدان آلبوم را بابت نداشتن خلاقیت، سبک ترانه‌نویسی سطح پایین و تولید از مد افتاده و بی‌روح نقد کردند. برخی از منتقدان ۱۴۳ را با موسیقی ساخته‌شده به‌وسیلهٔ هوش مصنوعی مقایسه کردند.